# A Flash of Light
A Flash of Light er en amerikansk stumfilm fra 1910 af D. W. Griffith.

## Medvirkende
- Charles West som John Rogers
- Vivian Prescott som Belle
- Stephanie Longfellow
- Joseph Graybill som Horace Dooley
- Dorothy Bernard